# Hugues Broussard
Pour les articles homonymes, voir Broussard.
Hugues Broussard, né le 4 mars 1934 à Oujda et mort le 18 février 2019 au Maroc, est un nageur français.
Il remporte aux Jeux méditerranéens de 1955 la médaille d'or du 200 mètres brasse et du relais 4x100 mètres quatre nages.
Il est membre de l'équipe de France aux Jeux olympiques d'été de 1956, prenant part au 200 mètres brasse, où il est disqualifié en finale.
Il est champion de France du 200 mètres brasse en 1954, 1955 et 1956.
En club, il a été licencié aux Girondins de Bordeaux Natation.